# یواس‌اس تراین (ای‌پی‌ایچ-۱)
یواس‌اس تراین (ای‌پی‌ایچ-۱) (به انگلیسی: USS Tryon (APH-1)) یک کشتی است که طول آن ۴۵۰ فوت (۱۴۰ متر) می‌باشد. این کشتی در سال ۱۹۴۱ ساخته شد.